# Lanka Premier League 2024
Die Lanka Premier League 2024 war die fünfte Saison der Lanka Premier League, dem nationalen Twenty20-Cricket-Wettbewerb in Sri Lanka für Franchises. Sie wurde zwischen dem 1. und dem 21. Juli 2024 ausgetragen. Im Finale setzten sich die Jaffna Kings gegen die Galle Marvels mit 9 Wickets durch.

## Format des Wettbewerbs
Jede Mannschaft konnte maximal sechs Nationalspieler in ihren Kader aufnehmen. Die fünf Mannschaften spielten in der Vorrunde jeweils zweimal gegeneinander. Unter ihnen zogen die vier besten Teams in die Playoffs ein.

## Austragungsorte
Die folgenden Stadien wurden für das Turnier ausgewählt.
| Stadion                                            | Stadt    | Kapazität | Spiele |
| -------------------------------------------------- | -------- | --------- | ------ |
| R. Premadasa Stadium (RPS)                         | Colombo  | 35.000    |        |
| Rangiri Dambulla International Stadium             | Dambulla | 16.800    |        |
| Muttiah Muralitharan International Cricket Stadium | Kandy    | 35.000    |        |

## Ergebnisse

### Vorrunde
Tabelle
| Teams            | Sp. | S | N | NR | P  | NRR    |
| ---------------- | --- | - | - | -- | -- | ------ |
| Galle Marvels    | 8   | 5 | 3 | 0  | 10 | −0.059 |
| Jaffna Kings     | 8   | 5 | 3 | 0  | 10 | −0.392 |
| Colombo Strikers | 8   | 4 | 4 | 0  | 8  | +0.583 |
| Kandy Falcons    | 8   | 3 | 5 | 0  | 6  | +0.033 |
| Dambulla Sixers  | 8   | 3 | 5 | 0  | 6  | −0.269 |

Spiele
| 1. Juli Scorecard | Kandy | Dambulla Sixers 179-4 (20)          | – | Kandy Falcons 183-4 (17.2) |
|                   |       | Kandy Falcons gewinnt mit 6 Wickets |   |                            |

| 2. Juli Scorecard | Kandy | Jaffna Kings 177-7 (20)             | – | Galle Marvels 179-5 (20) |
|                   |       | Galle Marvels gewinnt mit 5 Wickets |   |                          |

| 2. Juli Scorecard | Kandy | Colombo Strikers 198-7 (20)          | – | Kandy Falcons 147 (15.5) |
|                   |       | Colombo Strikers gewinnt mit 51 Runs |   |                          |

| 3. Juli Scorecard | Kandy | Dambulla Sixers 191-2 (20)         | – | Jaffna Kings 197-6 (20) |
|                   |       | Jaffna Kings gewinnt mit 4 Wickets |   |                         |

| 3. Juli Scorecard | Kandy | Galle Marvels 179 (20)           | – | Colombo Strikers 172-9 (20) |
|                   |       | Galle Marvels gewinnt mit 7 Runs |   |                             |

| 5. Juli Scorecard | Dambulla | Galle Marvels 187-5 (20)           | – | Jaffna Kings 191-5 (19.4) |
|                   |          | Jaffna Kings gewinnt mit 5 Wickets |   |                           |

| 6. Juli Scorecard | Dambulla | Colombo Strikers 199-9 (20)         | – | Kandy Falcons 197-8 (20) |
|                   |          | Colombo Strikers gewinnt mit 2 Runs |   |                          |

| 6. Juli Scorecard | Dambulla | Jaffna Kings 218-5 (20)          | – | Dambulla Sixers 188-8 (20) |
|                   |          | Jaffna Kings gewinnt mit 30 Runs |   |                            |

| 7. Juli Scorecard | Dambulla | Kandy Falcons 175-7 (20)            | – | Galle Marvels 176-4 (17.1) |
|                   |          | Galle Marvels gewinnt mit 6 Wickets |   |                            |

| 7. Juli Scorecard | Dambulla | Colombo Strikers 185-6 (20)           | – | Dambulla Sixers 188-2 (17.5) |
|                   |          | Dambulla Sixers gewinnt mit 8 Wickets |   |                              |

| 9. Juli Scorecard | Dambulla | Jaffna Kings 224-7 (20)             | – | Kandy Falcons 230-3 (18.2) |
|                   |          | Kandy Falcons gewinnt mit 7 Wickets |   |                            |

| 9. Juli Scorecard | Dambulla | Dambulla Sixers 160-8 (20)          | – | Galle Marvels 135 (19.4) |
|                   |          | Dambulla Sixers gewinnt mit 25 Runs |   |                          |

| 10. Juli Scorecard | Dambulla | Colombo Strikers 188-8 (20)        | – | Jaffna Kings 190-3 (18.3) |
|                    |          | Jaffna Kings gewinnt mit 7 Wickets |   |                           |

| 10. Juli Scorecard | Dambulla | Kandy Falcons 187-9 (20) | – | Galle Marvels 188-2 (19.2) |
|                    |          | gewinnt mit              |   |                            |

| 13. Juli Scorecard | Colombo (RPS) | Kandy Falcons 78-5 (7/7)                        | – | Jaffna Kings 79-6 (5.5/7) |
|                    |               | Jaffna Kings gewinnt mit 4 Wickets (D/L method) |   |                           |

| 14. Juli Scorecard | Colombo (RPS) | Galle Marvels 148-9 (20) / 12/0 (0.4)                      | – | Dambulla Sixers 148-7 (20) / 6/2 (0.5) |
|                    |               | Spiel unentschieden (Galle Marvels gewinnt den Super Over) |   |                                        |

| 14. Juli Scorecard | Colombo (RPS) | Jaffna Kings 109-9 (20)                | – | Colombo Strikers 112-1 (9.5) |
|                    |               | Colombo Strikers gewinnt mit 9 Wickets |   |                              |

| 15. Juli Scorecard | Colombo (RPS) | Kandy Falcons 222-4 (20)          | – | Dambulla Sixers 168-9 (20) |
|                    |               | Kandy Falcons gewinnt mit 54 Runs |   |                            |

| 15. Juli Scorecard | Colombo (RPS) | Galle Marvels 138 (19.5)               | – | Colombo Strikers 142-3 (18.2) |
|                    |               | Colombo Strikers gewinnt mit 7 Wickets |   |                               |

| 16. Juli Scorecard | Colombo (RPS) | Dambulla Sixers 123 (20)            | – | Colombo Strikers 95 (18.1) |
|                    |               | Dambulla Sixers gewinnt mit 28 Runs |   |                            |

### Playoffs

#### Spiel A
| 18. Juli Scorecard | Colombo (RPS) | Jaffna Kings 177-7 (20)             | – | Galle Marvels 181-3 (18.1) |
|                    |               | Galle Marvels gewinnt mit 6 Wickets |   |                            |

Galle Marvels gewann den Münzwurf und entschied sich als Feldmannschaft zu beginnen. Als Spieler des Spiels wurde: Dwaine Pretorius ausgezeichnet.

#### Spiel B
| 18. Juli Scorecard | Colombo (RPS) | Colombo Strikers 159-8 (20)         | – | Kandy Falcons 163-8 (18.4) |
|                    |               | Kandy Falcons gewinnt mit 2 Wickets |   |                            |

Kandy Falcons gewann den Münzwurf und entschied sich als Feldmannschaft zu beginnen. Als Spieler des Spiels wurde Kamindu Mendis ausgezeichnet.

#### Spiel C
| 20. Juli Scorecard | Colombo (RPS) | Jaffna Kings 187-7 (20)        | – | Kandy Falcons 186-8 (20) |
|                    |               | Jaffna Kings gewinnt mit 1 Run |   |                          |

Kandy Falcons gewann den Münzwurf und entschied sich als Feldmannschaft zu beginnen. Als Spieler des Spiels wurde Kusal Mendis ausgezeichnet.

#### Finale
| 21. Juli Scorecard | Colombo (RPS) | Galle Marvels 184-6 (20)          | – | Jaffna Kings 185-1 (15.4) |
|                    |               | Jaffa Kings gewinnt mit 9 Wickets |   |                           |

Jaffa Kings gewann den Münzwurf und entschied sich als Feldmannschaft zu beginnen. Als Spieler des Spiels wurde Rilee Rossouw ausgezeichnet.